# Poch
Poch és un cognom de parla catalana. Se sap poca cosa dels orígens del cognom, sols que era present ja al segle xiii.

## Armes
Existeixen diversos escuts d'armes per a aquest cognom. Una versió estableix una creu atzur potençada i repotençada, en camp d'or.
Una segona versió situa en camp d'or, un arbre de sinople, entre dos llops de sable i sobre la copa de l'arbre, una aspa de gules.
Una tercera versió, més simple és sols jaquelat, de plata i sable.

## Distribució demogràfica
Segons l'Idescat, el 2014 existien a Catalunya 1583 persones que tenien Poch com a primer cognom, i 1481 com a segon, fet que suposen una prevalènça del 0,21 per mil i del 0.20 per mil, respectivament. Aquest fet el situa al lloc 620 del rànquing de freqüència de cognoms a Catalunya.
Segons l'Institut Valencià d'Estadística, el 2012 sols hi havia 54 persones en tot el País Valencià anomenades Poch, fet que suposava una presència del 0.011 per mil d'aquest cognom.
Segons l'Instituto Nacional de Estadística (INE) al conjunt de l'Estat Espanyol el 2014 hi havia 1808 persones amb Poch com a primer cognom i 1697 com a segon cognom (freqüències dels 0.039 i 0.036 per mil, respectivament.
La Província de Barcelona és on es concentren el major nombre de persones anomenades Poch, amb 1972 persones seguida de la de Girona amb 811. Seguidament es troben a Tarragona (149) i Lleida (amb 132). Al País Valencià, la província amb més presència del Cognom és Alacant (26), seguida de València (16) i Castelló (10). A les Illes Balears hi ha 29 persones amb aquest cognom.
A la resta d'Espanya, destaquen les poblacions presents a les províncies de Madrid (99), Cadis (36), Las Palmas (36) i la Corunya (28).

## Onomàstics de renom
- Àngels Poch i Comas, actriu.
- Amparo Poch y Gascón, metgessa, periodista i anarcofeminista.
- Antonio Joaquín Woodward Poch, polític.
- Damià Bardera i Poch, escriptor.
- Francesc Poch i Romeu, pintor.
- Pepa Poch, pintora.
- Joan Antoni Poch i Goicoetxea, dibuixant i ninotaire.
- Jordi Bargalló i Poch, jogador d'hoquei patins.
- Julio Alberto Poch, aviador.
- Maria Assumpció Català i Poch, matemàtica i astrònoma.
- Marina Gatell i Poch, actriu.
- Montserrat Poch, bandoler.
- Pere Rigau i Poch, flabiolaire, director i compositor de cobla.
- Pompeu Fabra i Poch, enginyer i filòleg.
- Trifón Poch López, entrenador de bàsquet.